# Rugby Europe U18 Championship 2014
El Rugby Europe U18 Championship del 2014 se disputó en Polonia y fue la undécima edición del torneo en categoría M18.

## Equipos participantes
- Selección juvenil de rugby de Escocia
- Selección juvenil de rugby de Francia
- Selección juvenil de rugby de Gales
- Selección juvenil de rugby de Georgia
- Selección juvenil de rugby de Inglaterra
- Selección juvenil de rugby de Irlanda
- Selección juvenil de rugby de Italia
- Selección juvenil de rugby de Portugal

## Resultados

### Cuartos de final
- Los perdedores avanzan a la copa de plata

| 11 de abril | Inglaterra | 62 - 5 | Portugal |  |  |

| 11 de abril | Gales | 23 - 21 | Escocia |  |  |

| 11 de abril | Georgia | 10 - 20 | Irlanda |  |  |

| 11 de abril | Francia | 29 - 7 | Italia |  |  |

### Semifinal de Plata
| 15 de abril | Escocia | 35 - 11 | Portugal |  |  |

| 15 de abril | Italia | 15 - 13 | Georgia |  |  |

### Semifinales Campeonato
| 15 de abril | Inglaterra | 11 - 9 | Gales |  |  |

| 15 de abril | Francia | 11 - 24 | Irlanda |  |  |

### Séptimo puesto
| 19 de abril | Georgia | 26 - 3 | Portugal |  |  |

### Quinto puesto
| 19 de abril | Escocia | 24 - 15 | Italia |  |  |

### Tercer puesto
| 19 de abril | Gales | 31 - 30 | Francia |  |  |

### Final
| 19 de abril | Inglaterra | 30 - 14 | Irlanda |  |  |

| Bandera de Inglaterra |
| Campeón Inglaterra    |
| Quinto título         |